# Fausta
Fausta (Flavia Maxima Fausta; 289 – 326) byla římská císařovna a dcera římského císaře Maximiana. K uzavření aliance mezi vládci Tetrarchie, ji Maximianus v roce 307 provdal za císaře Konstantina, který kvůli ní odstrčil svou manželku Minervu. Konstantin a Fausta byli zasnouben od roku 293.

## Život
Jako sestra císaře Maxentia se Fausta podílela na pádu svého otce. V roce 310 zemřel Maximianus na následek vražedného spiknutí proti Konstantinovi. Maximianus se rozhodl do spiknutí zasvětit i dceru Faustu, která však svého manžela varovala a vražda se neuskutečnila. V červenci 310 byl Maximianus zavražděn.
Konstantin si Fausty velice vážil, což dokazuje také to, že ji v roce 324 prohlásil Augustou; předtím držela jen titul Nobilissima Femina. Nicméně, Fausta byla Konstantinem v roce 326 zabita, a to po popravě Crispa, jeho nejstaršího syna s Minervou. Tato dvě úmrtí byla různými způsoby propojena; jednou teorií je, že Fausta na Crispa žárlila, druhou, že se s ním dopustila cizoložství. Podle latinského Epitome de Caesaribus byla Fausta zabita hozením do vroucí vody.
Faustnini synové se stali římskými císaři: Konstantin II. vládl v letech 337 – 340, Constantius II. v letech 337 – 361 a Constans 337 – 350. Porodila také tři dcery Constantinu, Helenu a Faustu. Constantina se provdala za své bratrance, poprvé za Hannibaliana a podruhé za Constanta Galla; Helena se stala manželkou císaře Juliana.